# Geneviève Des Rivières
Geneviève des Rivières (Quebec) es una politóloga y diplomática canadiense.
Des Rivières nació en la provincia francófona de Quebec, y está casada con Paul Brazeau.
Estudió Ciencias Políticas en la Universidad de Ottawa, obteniendo una maestría en la misma materia. 
En 1982, trabajó en el Ministerio de Asuntos Exteriores y Comercio Internacional. Entre 1984 y 1987 se desempeñó en la Misión de Canadá en Chile. Seguidamente, entre 1987 y 1990, estuvo en la Misión de Malasia. 
Entre 1992 y 1994, des Rivières fue Subdirectora de la División de Aduanas y Acceso a Mercado, del Ministerio de Asuntos Exteriores. Posteriormente, en 1996, directora de la División de Planeación Corporativa y Análisis de Programa. 
Entre 2004 y 2008 fue Embajadora en el Perú, concurrente para Bolivia. Del 2009 al 2010 fue Embajadora de Canadá en Colombia, y en el 2011 presentó sus cartas credenciales como Embajadora en Argelia.